# 1853년형 엔필드 강선머스킷
1853년형 엔필드 강선머스킷(Enfield Pattern 1853 rifle-musket)은 영국의 엔필드 조병창에서 개발된 전장식 소총(강선 총)이다. 총알 모양은 약간 다르지만 ‘미니에 총’으로 분류된다. 1853년부터 1866년까지 영국군의 제식 소총으로 사용되었다. 53년형, 58년형, 61년형 등의 버전이 존재하는 것 외에 총신 길이가 다른 유형(2밴드, 3밴드)도 제조되었다. 1866년 이후는 일체형의 탄피를 사용한 스나이더-엔필드 총(Snider-Enfield)으로 개조가 진행되었다.
일본에서는 에도 막부 말기에 대량으로 수입되어 보신 전쟁에서 신정부군의 주력으로 사용된 소총이었다.

## 역사
1847년에 프랑스에서 미니에 탄이 개발되면서 구미 각국에서 미니에 총 생산이 시작되었다. 특히 영국에서 개발된 엔필드 총은 우수하여, 1853년에는 영국군의 제식 소총으로 채택되었다. 세포이의 난이나 크림 전쟁, 태평천국의 난, 뉴질랜드의 마오리족 진압 등으로 사용되어 높은 완성도를 증명했다.
미국 남북 전쟁에서 북군의 표준이었던 스프링필드 총의 생산량이 수요를 따라가지 못했고, 당시 민간 군수품 제조자들이 잡종을 아무렇지도 않게 납품하는 경우가 많았기 때문에 ‘세계의 공장’이었던 영국에서 대량생산되어 신뢰성이 높은 엔필드 총을 수입하게 되었다. 또한 공업 기반이 미숙한 남군은 개전 초기부터 수입 무기에 의존하고 있었으며, 그 중에서도 엔필드 총은 명중률과 높은 위력으로 인해 남군에서도 많이 사용되었다. 영국 정부는 남부의 열세가 분명해지자 남부에 수출을 금지했지만, 무기상인에 의해 최종적으로 90만 정이 수출되었다.
엔필드 총을 역사상 유명하게 만든 것은 전용 종이탄피가 세포이의 난의 원인이 되었다는 점 때문이었다. 종이탄피는 각각의 상태로는 다루기 어려웠고, 전투 중에 발화 위험이 높았던 흑색 화약을 한발 분량으로 작게 나누어, 그리스(당시는 동물성 소, 돼지기름이 대표적인 것이었다)를 바른 총알과 세트로 종이에 싸서 그 표면에 밀랍과 쇠기름의 혼합물이 튄 것이었다.
이 탄약은 총신과 총알 사이에 종이를 물림으로써 총알이 총신과 마찰할 때 발생하는 고열로 인해 납에 달라붙는 것을 예방하는 중요한 역할을 하였고, 표면에 바른 밀랍과 우지는 마찰을 줄이기 위한 윤활유 역할을 했다. 또한 습기를 머금어 점화하기 어려워진 흑색 화약을 지키기 위해 화약 포장지(이하, 약포)의 표면을 코팅하여 방습한 것도 오래전부터 사용되어 온 일반적인 방법이었다.
이 탄약을 사용하여 엔필드 총을 장전할 때 먼저 입으로 약포의 끝을 물어뜯어, 화약을 총구에 붓고, 약포가 포장된 상태에서 총알을 총신 안쪽 끝까지 램로드(Ramrod)라 불리는 봉으로 밀어 넣고 니플에 뇌관을 씌워 사격 준비를 한다.
하지만 이런 탄약의 장전 과정에서 소나 돼지의 기름으로 감싸인 종이포를 이빨로 물어뜯는다는 과정이 힌두인이나 이슬람교 쌍방 모두에게는 금기였고 이는 오랜 세월 견원지간이었던 세포이(인도인 용병)들속의 힌두인과 이슬람교인이 힘을 합쳐 영국이라는 공통의 적에 맞서 함께 싸우는 결과가 되었고 결국 세포이의 난의 원인이 되고 만다.

## 전장식에서 후장식으로
19세기 중반경에 여러 가지 일체형 탄피가 출현하기 시작하면서 마티니-헨리 소총이나 드라이제 소총과 같은 실용적인 후장식 소총들이 속속 등장하게 된다. 
이에 영국 육군성은 재고가 많은 기존의 엔필드 강선 머스켓을 후장식으로 개조하는 안을 공표하고 미국의 야코브 스나이더가 고안한 새로운 브리치 로딩 방식의 장치를 채용하게 되었다.
스나이더의 안은 엔필드 패턴 1853의 총신 후미를 절단하여 격침을 조합한 접철식 브리치를 배치하는 블록식의 장치를 장착하고 여기에 일체형의 탄피에 복서 파트론(센터파이어 뇌관)을 사용한 577구경의 실탄을 사용할 수 있게 하였다. 
하지만 그 이외에는 원형의 엔필드 머스켓의 구성부품을 그대로 유용하여 비용면에서는 새로 만드는 것보다 훨씬 경제성과 효율성면에서도 유리했다.
이 시기 다른 열강들도 여러 가지 방식의 전장식 라이플의 후장식 개조가 유행하고 있었는데 스나이더 스나이더 총은 비교적 심플하면서도 브리치 로딩 방식의 가장 큰 문제였던 가스압에 의한 브리치 폭발등의 걱정이 적은 장치 특성에 주목한 영국 군부는 제식 채용을 결정하였다. 
그리고 곧 대량으로 보유한 엔필드 머스켓을 싼 가격에 후장식으로 개조하게 되면서 스나이더 라이플로서 1866년에 제식 채용하였다.

## 엔필드 총이 가져온 변화
이 시기 엔필드 라이플을 비롯한 라이플의 대량 도입은 보병전술의 획기전인 변화를 가져왔다.
특히 엔필드 라이플은 높은 명중율과 함께 1,000야드까지 신장된 사정거리를 실현하면서 보병 운용의 기본 개념을 크게 바꾸었다.
엔필드 라이플을 무장한 부대와 기존의 머스켓총을 장비한 부대가 교전할 경우 머스켓총으로 무장한 쪽은 최대한 늘인 유효사거리라 해도 100야드(머스켓총의 경우 명중율은 50%안쪽)까지 접근해야 했기 때문에 같은 조건에서 싸운다면 최대 900야드에 달하는 죽음의 길을 겹겹이 쌓인 아군의 시체를 밟고 전진해야 한다는 의미가 되는 것이다.
이를 단순계산으로 한다면 머스켓총이 운용될 당시의 주력병과이기도 했던 전열보병의 전진속도가 분당 60미터(영국군의 예)였는데 900야드를 이 속도로 전진한다면 13분 이상이 소요되게 되는데 이 사이 엔필드 라이플은 30~40회의 사격이 가능하게 되고 만약 1,000명의 머스켓총병을 상대할 경우라도 엔필드 라이플을 장비한 부대는 이론상 25명의 소부대로도 아무 피해없이 상대를 전멸시킬수 있다는 의미였다.
그리고 엔필드 라이플이 가져온 또 다른 변화가 있었으니 엔필드 라이플은 머스켓총의 구형 탄환에 비해 복잡한 형태의 탄환을 고속으로 회전시켜 인체에 명중시키게 되는데 이 경우 탄환은 착탄과 동시에 인체에 파고 들어 극단적인 형태 변화를 일으키게 되면서 머스켓총과는 비교도 안될 처참하면서도 치명적인 총상을 발생시킨다는 것이다.
그러나 당시의 열강 각국의 군 고위 지휘관들의 대부분은 이런 사실을 인식하지 않거나 관심을 두지 않았는데 이런 끔찍한 총상을 몸으로 경험해야 했던 크림 전쟁의 러시아군이나 세포이들의 희생에도 눈감은채 전훈을 만들지 않게 되면서 이후에 벌어진 남북전쟁부터 일본의 보신전쟁까지 이어지는 전형적인 18세기식의 전열보병의 밀집대형 전술을 고집하였고 이는 다시 병사들의 엄청난 피해와 대량의 전상자를 낳게 되었다.
여기에 운좋게 치명상을 피한 병사들이라 해도 엔필드 라이플이 사용하는 더러운 동물성 지방이 발라진 탄환에 의한 총상과 열악한 야전병원의 환경 때문에 발생한 감염증으로 며칠 못가서 사망하는 경우가 많았기 때문에 당시의 의료수준으로는 치유 불가능한 총상과 감염증의 리스크를 피하기 위해 총상을 입은 팔다리를 제대로 된 소독도 하지 않은 상태의 야전외과수술로 무조건 절단하는 일도 일상화되었다.   
이처럼 엔필드 라이플은 그 원점이기도 한 미니에총과 함께 세계 각국의 군비 혁신과 함께 전장의 패러다임을 바꾸게 되었고 19세기의 다양한 전장에서 전장총 시대의 마지막을 불태웠다. 

## 같이 보기
- 세포이 항쟁
- 태평천국의 난
- 스나이더 총 (또는 스나이더 엔필드 총)
- 드라이제 총
- 무라타 총